# Tennistoernooi van Sopot 2003
|                                         |  |                                        |
| Anna Pistolesi, winnares bij de vrouwen |  | Guillermo Coria, winnaar bij de mannen |

Het tennistoernooi van Sopot van 2003 werd van maandag 28 juli tot en met zondag 3 augustus 2003 gespeeld op de gravelbanen van de Sopocki Klub Tenisowy in de Poolse badplaats Sopot. De officiële naam van het toernooi was Prokom Open.
Het toernooi bestond uit twee delen:
- WTA-toernooi van Sopot 2003, het toernooi voor de vrouwen
- ATP-toernooi van Sopot 2003, het toernooi voor de mannen

ATP-toernooi van Sopot‎ – WTA-toernooi van Sopot

2001 · 
2002 · 
2003 · 
2004